# Championnat de Somalie de football 2021
Navigation
Edition précédente Edition suivante
La saison 2021 du Championnat de Somalie de football est la 48e édition du championnat de première division nationale. Les dix clubs engagés sont regroupés au sein d'une poule unique où ils s'affrontent à deux reprises au cours de la saison. À l'issue du championnat, les deux derniers du classement sont relégués et remplacés par les deux meilleurs clubs de deuxième division.
Le Mogadiscio City Club est le tenant du titre.

## Participants
- Elman Football Club
- Geeska Africa FC - Promu de Second Division
- Raadsan FC
- Mogadiscio City Club
- Horseed Football Club
- Jeenyo United FC - Promu de Second Division
- Dekedaha Football Club
- Gaadiidka FC
- Midnimo FC
- Heegan Football Club

## Compétition

### Classement
Le classement est établi sur le barème de points classique (victoire à 3 points, match nul à 1, défaite à 0). Pour départager les égalités, on tient d'abord compte de la différence de buts générale, puis du nombre de buts marqués, puis des confrontations directes.
| Rang | Équipe                 | Pts | J  | G  | N | P  | Bp | Bc | Diff |
| ---- | ---------------------- | --- | -- | -- | - | -- | -- | -- | ---- |
| 1    | Horseed Football Club  | 38  | 18 | 11 | 5 | 2  | 37 | 11 | +26  |
| 1    | Mogadiscio City Club T | 38  | 18 | 11 | 5 | 2  | 27 | 12 | +15  |
| 3    | Heegan Football Club   | 33  | 18 | 9  | 6 | 3  | 35 | 17 | +18  |
| 4    | Raadsan FC             | 33  | 18 | 9  | 6 | 3  | 19 | 10 | +9   |
| 5    | Dekedaha Football Club | 23  | 18 | 6  | 5 | 7  | 26 | 17 | +9   |
| 6    | Midnimo FC             | 23  | 18 | 7  | 2 | 9  | 18 | 21 | -3   |
| 7    | Jeenyo United FC P     | 20  | 18 | 5  | 5 | 8  | 19 | 28 | -9   |
| 8    | Gaadiidka FC           | 19  | 18 | 5  | 4 | 9  | 31 | 31 | 0    |
| 9    | Elman Football Club    | 17  | 18 | 5  | 2 | 11 | 21 | 25 | -4   |
| 10   | Geeska Africa FC P     | 5   | 18 | 1  | 2 | 15 | 8  | 69 | -61  |

|  | Qualification pour la Ligue des champions de la CAF 2021-2022                         |
|  | Qualification pour la Coupe de la confédération 2021-2022                             |
|  | Relégation directe en Second Division                                                 |
|  | T : Tenant du titre C : Vainqueur de la Coupe de Somalie P : Promu de Second Division |

- Horseed Football Club et Mogadiscio City Club étant à égalité de points, un match d'appui aura lieu pour décider du champion de Somalie. Le match devait avoir lieu le 2 août 2021, mais Mogadiscio City ne se présente pas, Horseed est déclaré champion de Somalie[1]. Le 1er août 2021, sont annoncés les représentants de la Somalie dans les compétitions continentales, Mogadiscio City Club est qualifié en Ligue des Champions et Horseed Football Club en coupe de la confédération[2].

## Bilan de la saison
| Championnat de Somalie de football 2021 |                                  |
| Champion                                | Horseed Football Club (7e titre) |
| Qualifications continentales            |                                  |
| Ligue des champions de la CAF 2021-2022 | Mogadiscio City Club             |
| Coupe de la confédération 2021-2022     | Horseed Football Club            |
| Promotions et relégations               |                                  |
| Promus en Premier League                | FC Badbaado                      |
| Promus en Premier League                | Sahafi Hotel                     |
| Relégués en Second Division             | Elman Football Club              |
| Relégués en Second Division             | Geeska Africa FC                 |